# 马蹄河 (獐子坝河)
马蹄河，位于中国云南省东部，是獐子坝河右岸支流，发源于马龙县马鸣乡张梅山，西南流至宜良县耿家营彝族苗族乡羊桥村东北入獐子坝河。全长40.4公里，流域面积246.9平方公里。